# John Bachman
John Bachman (Rhinebeck, 4 febbraio 1790 – Columbia, 24 febbraio 1874) è stato un naturalista statunitense.

## Biografia
Effettuò i suoi studi al Williams College. Nel 1816 si sposò con Harriet Martin. In seguito accompagnò Johannes Knickerbocker (1749-1827) in una missione di esplorazione e di diplomazia presso gli amerindi Oneida. Insegnò nelle scuole di Ellwood o di Filadelfia. Nel 1814 venne ordinato pastore della Chiesa luterana di Saint John, a Charleston, dove fondò una scuola di teologia.
Compì numerosi studi sugli animali del sud degli Stati Uniti d'America. In seguito assistette John James Audubon (1785-1851), che per i suoi libri sugli uccelli (1833-1835) prenderà spesso spunto proprio dalle osservazioni di Bachman (1833-1835). Partecipò anche alla fondazione della Scuola di Orticoltura nel 1833.
Insieme ad Audubon viaggiò in Europa nel 1838 e nello stesso anno ottenne un Dottorato in filosofia presso l'Università di Berlino. Partecipò all'elaborazione di una delle opere di Audubon, I Quadrupedi Vivipari del Nordamerica (in tre volumi, 1845-1859). Da solo pubblicò L'Unità della Razza Umana (1850). Nel 1838 John James Audubon (1785-1851) nominò in suo onore l'ostrichiere di Bachman (Haematopus bachmani).
| Bachman è l'abbreviazione standard utilizzata per le specie animali descritte da John Bachman. Categoria:Taxa classificati da John Bachman |